# ブラウンロー・バーティー (第5代アンカスター＝ケスティーヴァン公爵)
第5代アンカスター＝ケスティーヴァン公爵ブラウンロー・バーティー（英語: Brownlow Bertie, 5th Duke of Ancaster and Kesteven PC、1729年5月1日 – 1809年2月8日）は、グレートブリテン王国の貴族、政治家。1761年から1779年まで庶民院議員を務めた。

## 生涯
第2代アンカスター＝ケスティーヴァン公爵ペレグリン・バーティーと妻ジェーン（Jane、旧姓ブラウンロー（Brownlow）、1736年8月26日没、第3代準男爵サー・ジョン・ブラウンローの娘）の息子として、1729年5月1日にリンカーンズ・イン・フィールズのリンジー・ハウスで生まれ、セント・ジャイルズ・イン・ザ・フィールズで洗礼を受けた。1743年から1746年までウェストミンスター・スクールで教育を受けた。
1761年イギリス総選挙でリンカンシャー選挙区から出馬して当選、1779年7月の爵位継承まで庶民院議員を務めた。議会では1766年2月22日に印紙法廃止に反対票を投じた記録があるが、演説の記録はなかった。1779年2月12日に枢密顧問官に任命され、また1779年から1809年までリンカンシャー統監を務めた。1779年7月8日に兄の息子にあたる第4代アンカスター＝ケスティーヴァン公爵ロバート・バーティーが死去すると、アンカスター＝ケスティーヴァン公爵位を継承した。
1809年2月8日にグリムスソープで死去、17日にスワインスヘッドで埋葬された。アンカスター＝ケスティーヴァン公爵位は廃絶、リンジー伯爵は遠戚（2代伯爵の子孫）のアルベマール・バーティーが継承した。

## 家族
1762年11月1日、ハリエット・ピット（Harriet Pitt、1745年6月22日洗礼 – 1763年4月）と結婚したが、2人の間に子供はいなかった。
1769年1月2日、メアリー・アン・レイヤード（Mary Anne Layard、1743年3月5日 – 1804年1月13日、ピーター・レイヤードの娘）と再婚、1女をもうけた。
- メアリー・エリザベス（1771年7月24日 – 1797年2月10日） - 1793年5月26日、トマス・チャールズ・コリヤー（後の第4代ポートモア伯爵）と結婚、1男ブラウンロー・チャールズをもうけた。ブラウンロー・チャールズは母方の祖父にあたる第5代アンカスター＝ケスティーヴァン公爵から多くの財産を譲り受けたものの、父の爵位を継承する前に1819年2月18日に死去した[4]。